# Skrt Cobain
Skrt Cobain (* 2003) ist ein österreichischer Rapper.

## Leben
Skrt Cobain wuchs in Wien auf. Der Künstlername leitet sich von Kurt Cobain ab. Er kam über die Skater-Szene und Soundcloud zum Hip-Hop. Skrt Cobain produziert seine Rapsongs zum Teil selbst und machte sich durch Features mit youngubahn, EN6O und Chico da Tina einen Namen. 2022 wurde er von DJ Stickle zu seinem Label Nov11, einem Joint Venture mit Four Music, unter Vertrag genommen. Mit Elfbar als Featuring von Yung Hurn erreichte er im gleichen Jahr seine erste Chartplatzierung in Deutschland und Österreich. Der Durchbruch gelang ihm mit dem Song Schwarzer Toyota, einem Kollabo-Track mit Mark Forster, der hier zum ersten Mal rappt, und Ski Aggu. Das Lied erreichte die Charts in Deutschland, Österreich und der Schweiz.

## Diskografie

### Singles
- 2019: Wweee Weeees (mit Palaze)
- 2019: Kein schlechtes Gewissen
- 2019: Absicht
- 2020: Time to Shine
- 2020: Regelwerk (mit Youngubahn & EN6O)
- 2021: Hoch bis zum Mond (mit EN6O)
- 2021: Zack (mit EN6O)
- 2021: Nie verstehen (mit Youngubahn & EN6O)
- 2022: Neue Whip
- 2022: 2=1
- 2022: Parfum
- 2022: Miu Miu Skirt
- 2023: Cardio
- 2023: Ohne Extras (mit Levin Liam)
- 2023: Sachen die du willst
- 2023: Ein Kuss (mit EN6O)
- 2023: Sylvie Meis
- 2023: R4ver Girl
- 2024: Schwarzer Toyota (mit Mark Forster & Ski Aggu)
- 2024: Ott nach Bayern
- 2024: Kunststudent
- 2024: So high
- 2024: Big Bunda (mit EN60)
- 2025: Red Bottoms

### Gastbeiträge
- 2022: Yung Hurn: Elfbar